# Pierce (Idaho)
Pierce és una població dels Estats Units a l'estat d'Idaho. Segons el cens del 2000 tenia 617 habitants.

## Demografia
Segons el cens del 2000, Pierce tenia 617 habitants, 251 habitatges, i 189 famílies. La densitat de població era de 290,5 habitants/km².
Dels 251 habitatges en un 31,1% hi vivien nens de menys de 18 anys, en un 62,5% hi vivien parelles casades, en un 7,2% dones solteres, i en un 24,7% no eren unitats familiars. En el 20,7% dels habitatges hi vivien persones soles el 6% de les quals corresponia a persones de 65 anys o més que vivien soles. El nombre mitjà de persones vivint en cada habitatge era de 2,44 i el nombre mitjà de persones que vivien en cada família era de 2,79.
Per edats la població es repartia de la següent manera: un 26,1% tenia menys de 18 anys, un 5,2% entre 18 i 24, un 28,7% entre 25 i 44, un 28,4% de 45 a 60 i un 11,7% 65 anys o més.
L'edat mediana era de 40 anys. Per cada 100 dones de 18 o més anys hi havia 105,4 homes.
La renda mediana per habitatge era de 34.318 $ i la renda mediana per família de 36.667 $. Els homes tenien una renda mediana de 36.250 $ mentre que les dones 24.375 $. La renda per capita de la població era de 13.980 $. Aproximadament el 14,7% de les famílies i el 18,5% de la població estaven per davall del llindar de pobresa.

## Poblacions més properes
El següent diagrama mostra les poblacions més properes.